# Ortolph Fomann der Ältere

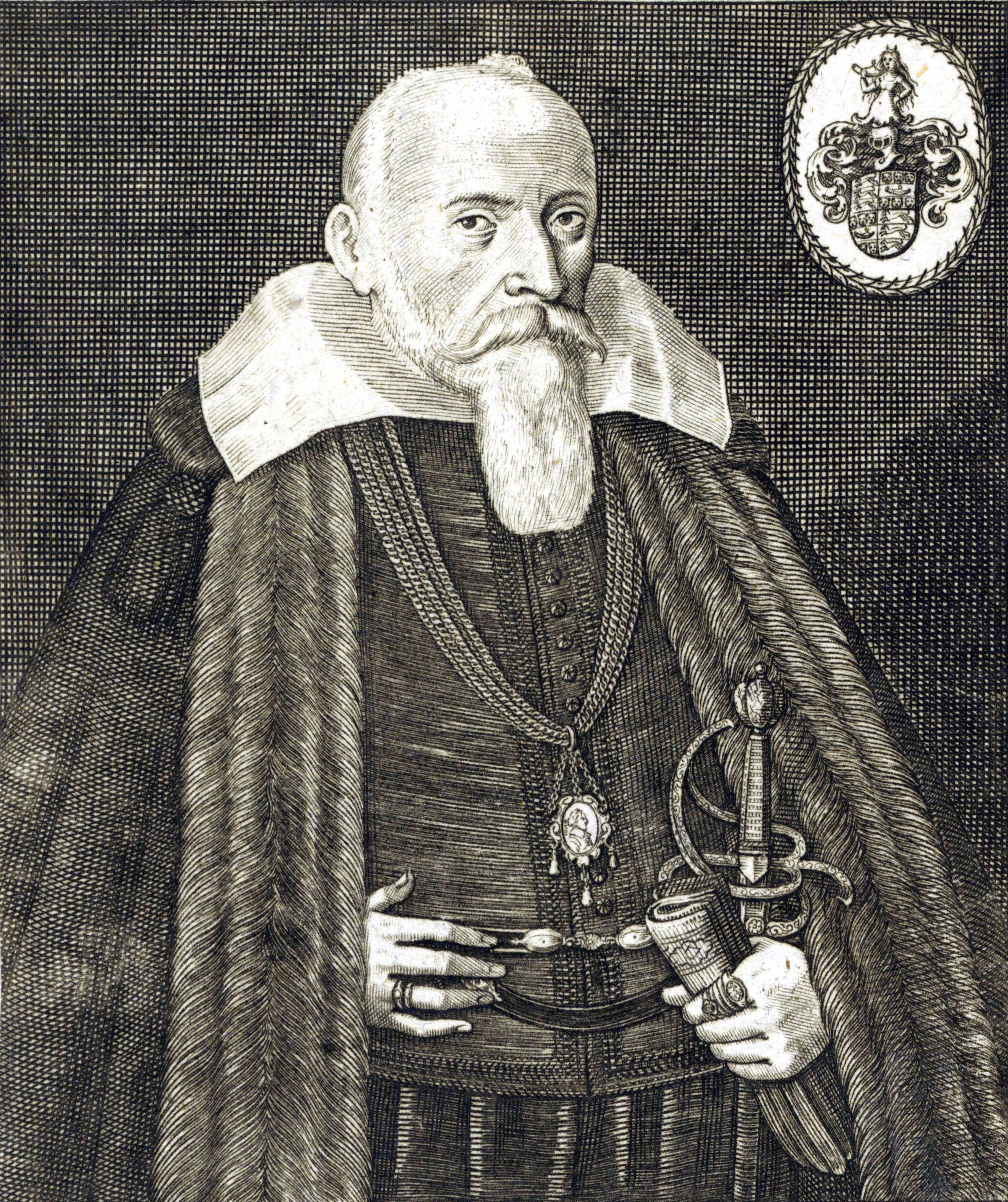
Ortolph Fomann der Ältere

Ortolph Fomann der Ältere auch: Ortholphus Fomannus (* 23. Januar 1560 in Schleusingen; † 19. Mai 1634 in Jena) war ein deutscher Philosoph und Rechtswissenschaftler.

## Leben
Ortholph war der Sohn des Pfarrers, Dekans und Oberinspektor des fürstlichen Hennebergischen Gymnasiums in Schleusingen Jacob Fomann (* 1533 in Erfurt; † 27. September 1589 in Schleusingen) und der Margaretha Steude (* 9. November 1539 in Erfurt; † 9. Oktober 1615 in Schleusingen), die Tochter des einstigen magdeburgschen Pfarrers und späteren Erfurter Pfarrer Sebastian Steude. Nachdem er zu Hause seine erste Ausbildung erhalten hatte, besuchte er das Gymnasium in Schleusingen. 1580 bezog er die Universität Jena, wo er sich am 23. Januar 1582 den akademischen Grad eines Magisters erwarb. Nachdem er in Jena Vorlesungen gehalten hatte, wurde er 1588 Adjunkt der philosophischen Fakultät und 1589 Professor der Philosophie, womit die Inspektion der kurfürstlichen Stipendiaten in Jena verbunden wurde.
Fomann promovierte am 20. Oktober 1595 in Jena zum Doktor der Rechte und wurde am 21. Mai 1599 als Professor an die juristische Fakultät aufgenommen. Damit verbunden erhielt er eine Stelle als Assessor am sächsischen Hofgericht und 1619 am Schöppenstuhl in Jena. Fomann wurde 1607 Senior der juristischen Fakultät und am 25. August 1619 erster Professor der Rechtsfakultät. Er war auch Assessor am geistlichen Konsistorium sowie gräflich schwarzburgischer und reußischer Rat. Zudem beteiligte er sich auch an den organisatorischen Aufgaben der Jenaer Salana. So war er dreimal Dekan der juristischen Fakultät und in den Sommersemestern 1595, 1606, 1616, 1626 Rektor der Alma Mater. An den Folgen eines Rippenbruchs verstorben, bestattete man seinen Leichnam am 23. Mai 1634 in der Jenaer Kollegienkirche, wo man ihm auch ein Epitaph errichtete.
Seine Schriften behandeln die Schenkung, das Intestaterbe, die Ehe, das Lehnrecht, die Servitute, die Rechte der Pfalzgrafen etc. Sein Handbuch des Lehnrechts war jahrzehntelang führend.

## Familie
Fomann war zwei Mal verheiratet. Seine erste Ehe schloss er am 28. August 1587 mit Christina Schober (* 18. Februar 1568 in Jena; † 27. April 1593 ebd.), die Tochter des Amtsschössers in Jena Nicolaus Schober (begr. 21. Februar 1591 in Jena) und dessen Frau Christina Brembach (* 1544 in Gundhausen, begr. 6. Juli 1608) . Aus der Ehe kennt man zwei Töchter. Seine zweite Ehe ging er am 20. Oktober 1595 in Jena mit Barbara Mylius (* 1. Juli 1578 in Augsburg; † 15. Mai 1637 in Jena), die Tochter des Professors Georg Mylius, ein. Aus der Ehe stammen ebenfalls Kinder. Von diesen kennt man:
- Christina Fomann (* 7. Februar 1589 in Jena; † 3. September 1625 ebenda) verh. 24. April 1609 mit dem Professor der Rechte in Jena Johann Suevus (1564–1634)
- Margaretha Fomann (* 8. Mai 1591 in Jena) verh. 4. April 1608 mit Stephan Grünbeck (* Graz/Steiermark, lebte in Göschwitz)
- Barbara Fomann (* 8. August 1596 in Jena; † 25. August 1633 in Coburg) verh. mit dem fürstlich sächsischen Rat und Senior des Schöppenstuhls in Coburg Peter Leupold
- Ortolph Fomann der Jüngere Professor der Geschichte und der Rechte in Jena
- Georg Fomann († 6. April 1624) Dr. jur.
- Jacob Fomann († 17. Februar 1637 in Jena) Dr. jur. Advokat am Jenaer Hofgericht verh. 3. März 1628 Regina Schenck (* 17. März 1608 in Zwickau; † 8. Mai 1655 in Jena), die Tochter des Jenaer Professors Eusebius Schenck

## Werke (Auswahl)
- Synopsis jur Justinianei. Jena 1610.
- Collegia Disputationes super Institutiones Imperatorias, Digesta et Consuetudines feudales.
- Disp. de Jure et Privilegiis Scholarium. Jena 1614.
- Diss. de comitiis. Gießen 1615.
- Diss. de comitibus palatinis eorumque juribus. Jena 1625, 1635.
- Diss. de jure pignorum et hypothecarum. Jena 1631.
- Diss. de pacto retrouenditionis. Jena 1623.
- Disp. de Jure Emphyteutico. 1624.